# Luthern
Luthern est une commune suisse du canton de Lucerne, située dans l'arrondissement électoral de Willisau.

## Tourisme
La localité fait partie depuis 2017 de l'association Les plus beaux villages de Suisse.

Vue aérienne (1950)